# 裴城遗址
裴城遗址位于漯河市郾城区西25公里的裴城镇裴城村西南的岗地上，该遗址南北长500米，东西宽300米，总面积150000平方米，是郾城区现存面积最大的一处古文化遗址。该遗址文化内涵丰富，遗址断壁上斗、壶、罐、樽等陶器残片。值得一提的是，整个遗址上大范围地分布有板瓦、简瓦等建筑残瓦。从文物标本综合分析裴城遗址是一处春秋战国时期的建筑布局建筑结构以及当时的生产生活、社会关系，具有重要的参考价值。2006年6月，被河南省人民政府核定公布为第四批重点文物保护单位。
保护范围：
- 重点保护区：以遗址北、东、南部断壁，西部干渠为基线，向外各扩30米。
- 建设控制地带：自重点保护区边线向外各扩50米。